# Feliu Pla i Formosa
Feliu Pla i Formosa (Sabadell, 1 d'agost de 1893 - Teheran, 2 de juny de 1955) fou un professor mercantil.

## Biografia
Acabat l'ensenyament primari als Escolapis de Sabadell, als catorze anys la família envià Feliu Pla a estudiar a Londres i a Suïssa. De tornada va seguir estudis mercantils i, un cop superats, se n'anà a les Filipines a treballar amb el seu pare, que hi tenia negocis d'exportació de tabac. Viatger infatigable, aprengué diverses llengües: anglès, francès, alemany, italià i tagal. La Guerra Civil el sorprengué a Madrid, on fou detingut i empresonat pels republicans, que li demanaren que fes d'intèrpret de les Brigades Internacionals. Pla s'hi negà i fou jutjat i condemnat a mort, pena que li fou commutada per treballs forçats en la construcció del ferrocarril de la província de Madrid. Acabada la guerra, retornà a Sabadell i va fer de professor d'anglès a l'Escola Industrial. Pla, que era cunyat de l'alcalde Josep M. Marcet, va ser nomenat delegat comarcal del Sindicat Vertical. Aviat, però, fou comissionat a Teheran per obrir nous mercats per a la indústria tèxtil i la metal·lúrgia sabadellenca. Durant els anys d'estada a la capital iraniana enviava unes cròniques de la ciutat que publicava al diari Sabadell. Va morir el 1955 a Teheran, en un accident de trànsit quan el taxi en què viatjava va xocar contra un autobús.
El 26 de gener de 1956 Sabadell li dedicà un passatge.